# Difosfato de dimetilalilo

Esquema simplificado da via de síntese de esteróides, mostrando os intermediários pirofosfato de isopentenilo (IPP), pirofosfato de dimetilalilo (DMAPP), pirofosfato de geranilo (GPP) e esqualeno. Alguns compostos intermediários foram omitidos.

O difosfato ou pirofosfato de dimetilalilo (DMAPP) é um metabolito intermediário da via do mevalonato, em que o mevalonato-5-pirofosfato é o seu precursor. É um isómero do difosfato de isopentenilo (IPP) existente em praticamente todos os organismos vivos.
Na biossíntese do colesterol, a enzima mevalonato-5-pirofosfato decarboxilase faz a decarboxilação do mevalonato-5-pirofosfato no pirofosfato de dimetilalilo, e a enzima difosfato de isopentenilo isomerase faz a isomerização do pirofosfato de dimetilalilo em difosfato de isopentenilo.